# Diego Rafael Jiménez
Diego Rafael Jiménez (Guadalajara, Jalisco, 18 de septiembre de 1988) es un futbolista mexicano. Juega de delantero y actualmente se encuentra sin equipo.

## Trayectoria

### Cruz Azul Hidalgo y Cruz Azul Fútbol Club
Ingresó a las Fuerzas Básicas del Cruz Azul en el año 2001, donde empezó a jugar en las categorías inferiores, tras destacar en fuerzas básicas para el Clausura 2007 fue enviado al Cruz Azul Hidalgo.
Debutó el 13 de enero de 2008, en el partido de Cruz Azul Hidalgo contra Chiapas Fútbol Club en el Ascenso MX.
Tras tener excelentes actuaciones, con Cruz Azul Hidalgo, fue enviado al primer equipo para el Clausura 2009 por petición de Benjamín Galindo, debutó en primera división el 28 de febrero de 2009, en el partido de Cruz Azul Contra Atlante. 

### Venados Fútbol Club
Para el Clausura 2011, Cruz Azul no requirió de sus servicios y fue enviado al Venados Fútbol Club en transferencia de Préstamo por 1 año, donde tuvo una buena campaña jugando 39 partidos y metiendo 10 goles.

### Club de Fútbol Atlante
En diciembre de 2012, se oficializa la salida de Daniel Jiménez, para los potros del Atlante en calidad de Préstamo por 1 año con opción a compra, su desempeño fue muy bajo solo jugando 14 partidos y metiendo 1 gol.

### Lobos BUAP
Para el Clausura 2014, el jugador pasa a Lobos BUAP en calidad de Préstamo por 1 año con opción a compra, donde resaltaría su desempeño como futbolista, y teniendo excelentes campañas, en el Apertura 2014 se convirtió en Campeón de Goleo Individual metiendo 10 goles.
En diciembre de 2014, Lobos BUAP hace válida la compra del jugador por 2 millones de dólares.
En el Clausura 2017, se convirtió nuevamente en el campeón de goleo individual metiendo 10 goles y convirtiéndose campeón con el equipo.

## Clubes
| Club                 | País   | Año         |
| -------------------- | ------ | ----------- |
| Cruz Azul Hidalgo    | México | 2008        |
| Cruz Azul            | México | 2009 - 2010 |
| Venados F.C.         | México | 2011 - 2012 |
| Atlante F.C.         | México | 2013        |
| Lobos BUAP           | México | 2014 - 2018 |
| TM Fútbol Club       | México | 2019        |
| Alebrijes de Oaxaca  | México | 2019 - 2020 |
| Atlético Veracruz    | México | 2020        |
| Atlético Morelia     | México | 2021        |
| Celaya F.C.          | México | 2021-2022   |
| Cimarrones de Sonora | México | 2022-2024   |

## Palmarés

### Títulos nacionales
| Título             | Club       | País   | Año  |
| ------------------ | ---------- | ------ | ---- |
| Ascenso MX         | Lobos BUAP | México | 2017 |
| Campeón de Ascenso | Lobos BUAP | México | 2017 |
| Ascenso MX         | Alebrijes  | México | 2019 |

### Distinciones individuales
| Distinción                                             | Año  |
| ------------------------------------------------------ | ---- |
| Máximo goleador de los Lobos BUAP (10 goles)           | 2014 |
| Máximo goleador de los Lobos BUAP (10 goles)           | 2017 |
| Máximo goleador de los Cimarrones de Sonora (12 goles) | 2022 |